# Al-Mustamsik
Abû al-Sabr Yaqûb al-Mustamsik bi-llah ou Al-Mustamsik (? -1521) est le dernier calife abbasside du Caire de 1497 à 1508, puis, à la suite d'un interrègne, entre 1516 et 1517.

## Biographie
Abû al-Sabr Yaqûb succède à son père Al-Mutawakkil II en 1497 pendant le règne du sultan mamelouk burjite An-Nâsir Muhammad.
L'État mamelouk entre dans une nouvelle période d'instabilité et approche de sa fin. Les sultans règnent brièvement :
- An-Nâsir Muhammad jusqu'en 1498
- Az-Zâhir Qânsûh jusqu'en 1500
- Al-Achraf Janbalat jusqu'en 1501
- Qânsûh Al-Ghûrî jusqu'en 1516

Al-Mustamsik abdique en 1508 en faveur de son fils Al-Mutawakkil III. Le 24 août 1516, le sultan mamelouk Qânsûh Al-Ghûrî perd la bataille de Marj Dabiq aux environs d’Alep (Syrie) contre le sultan ottoman Selim Ier. Le calife al-Mutawakkil III y est fait prisonnier et Al-Achraf Qânsûh Al-Ghûrî décède peu après la bataille. Al-Mustamsik est nouveau investi de ses fonctions califales au Caire auprès du nouveau sultan mamelouk Al-Achraf Tuman Bay.
Après avoir conquis la Syrie, Selim Ier s'empare de l'Égypte. Al-Achraf Tuman Bay, dernier sultan mamelouk, est exécuté le 13 avril 1517 par Selim Ier.
Al-Mustamsik est mort en 1521.